# Oresteya
Oresteya (Орестея /Oresteya en ruso; en español, Orestíada) es una ópera en tres partes, ocho escenas, con música de Serguéi Tanéyev, compuesta durante 1887-1894.  El compositor llamó a esta composición, su única ópera, una "trilogía musical", trilogía como es aquella de tragedias en la que se basa:  el libreto de la ópera, en ruso, es adaptación de A. A. Wenkstern de la Orestíada de Esquilo. La ópera se estrenó el 29 de octubre (17 de octubre) de 1895 en el Teatro Mariinski de San Petersburgo.

## Personajes
| Personaje | Tesitura | Reparto del estreno (Director: - ) |
| --- | -------- | ---------------------------------- |
| Agamemnon, rey de Argos | bajo     |                                    |
| Clytemnestra, su esposa | alto     |                                    |
| Aegisthus, su primo carnal | barítono |                                    |
| Cassandra, una prisionera troyana | soprano  |                                    |
| Un guardia | bajo     |                                    |
| Elektra, hija de Agamenón y Clitemnestra | soprano  |                                    |
| Orestes, hijo de Agamenón y Clitemnestra | tenor    |                                    |
| Apollo Loxias | barítono |                                    |
| Pallas Athena | soprano  |                                    |
| Areopagite | bajo     |                                    |
| Portador de libaciones | bajo     |                                    |
| Parte 1: Pueblo, criadas de Clitemnestra, guerreros, cautivos, guardaespaldas. Parte 2: Criadas de Clitemnestra. Parte 3: Furias, atenienses, areopagitas que participan en la procesión de las Panateneas |          |                                    |